# Euhemerus
L'Euhemerus era un'opera di Quinto Ennio.
Presentava la figura di Evemero da Messina, filosofo greco del IV secolo a.C., il quale sviluppò un'originale teoria, detta appunto evemerismo, secondo cui gli dèi dell'antichità, anziché creature mitiche, erano di fatto personaggi storici, re ed eroi esecutori di imprese straordinarie, e per questo in seguito divinizzati.